# Rick Wells
Rick Wells is een Nieuw-Zeelands triatleet. Hij bereikte tweemaal het podium bij het wereldkampioenschap triatlon. De eerste keer was in 1989 met een derde plek, de tweede keer was in 1991 met een tweede plek, beide keren op het onderdeel olympische afstand.

## Belangrijkste prestaties

### triatlon
- 1987:  Onofficieel WK (4 km zwemmen, 120 km fietsen en 32 km hardlopen)
- 1989:  WK olympische afstand in Avignon - 2:00.56
- 1990: 10e WK olympische afstand in Orlando - 1:54.21
- 1991:  WK olympische afstand in Gold Coast - 1:48.22
- 1992: 23e WK olympische afstand in Huntsville - 1:51.59